# Arthur Wellesley, 1. hertug af Wellington
Arthur Wellesley (født 1. maj 1769, død 14. september 1852) blev i 1814 hertug af Wellington. Han blev kaldt the Iron Duke ("jernhertugen").
Wellesley blev født enten i Dublin eller i grevskabet Meath i Irland og døde i Walmer i Kent i England. Han var britisk officer, politiker og diplomat, udnævnt til oberst i 1796 og til feltmarskal i 1813. Han virkede som ambassadør i Paris i 1814 og var britisk premierminister 1828 -1830 og udenrigsminister 1834 – 1835.
Hertugen ledede den britiske armé i slaget ved Waterloo 1815, hvor han red på sin engelske fuldblodshingst Copenhagen.

## Liv og virke
Wellesley blev født i 1769, enten i Dublin eller på Dangan Castle i County Meath i Irland.
Wellesley var elev på kostskolen Eton i England fra 1781 til 1785 og fortsatte herefter sin uddannelse i Belgien.
I 1787 købte familien en bestalling som officerselev i et infanteriregiment, og Wellesley frekventerede det franske militærakademi i Angers. I 1788 blev han løjtnant. I 1793 købte han sig til rang som oberstløjtnant i et engelsk infanteriregiment og gjorde i 1794 kampagne mod franskmændene i Nederlandene og var med i slaget om Boxtel. Efter udnævnelse til oberst i 1796 blev han med sit regiment udkommanderet til tjeneste i Indien. Broderen Richard Wellesley blev året efter generalguvernør i Indien.
I perioden fra 1790 til 1797 var Wellesley desuden uafhængigt medlem af det irske parlament.
Wellesley var guvernør i Seringapatan fra 1798 til 1805. I 1798 deltog Wellesley i den fjerde Mysore-krig som divisionschef. Krigen sluttede i 1799. I 1803 var han øverstkommanderende for den engelske hær i 3. Marathakrig i slagene ved blandt andet Assaye, Argaum og fortet ved Gawilghur. Han modtog i 1804 Bath-ordenen som den første af sidenhen mange udmærkelser.
I 1805 vendte Wellesley med sin broder tilbage til England og deltog samme år i slaget ved Austerlitz i de russisk-engelske styrker mod Napoleon.
I 1806 modtog han flere politiske poster og blev parlamentsmedlem i England.
I 1807 blev han givet en mindre militær kommando i ekspeditionen til Danmark og blev udnævnt til generalløjtnant i den engelske hær.
Som chef for mindre hærstyrker vandt Wellesley i 1808 slaget ved Roliça og slaget ved Vimeiro mod Napoleons styrker. Den øverste chef var general Dalrymple; den politisk udnævnte øverstkommanderende for de engelske, spanske og portugisiske styrker. I 1809 vandt Wellesley som øverstkommanderende Slaget om Talavera. For denne sejr blev han adlet som Viscount Wellington af Talavera og Wellington.
Franskmændene invaderede Portugal i 1810, hvor Wellesley forsinkede invasionen ved Busaco og deltog i belejringen af det franskbesatte Almeida.
Wellesley vandt i 1811 slaget ved Fuentes de Onoro og blev udnævnt til general.  Wellesley erobrede i 1812 Ciudad Rodrigo og vandt slaget ved Badojoz samt slaget ved Salmanca og fik derefter titlen Jarl, senere titlen Marquess af Wellington, og han blev militær øverstkommanderende. I 1813 blev han udnævnt til feltmarskal efter sejren i slaget om Vitoria og sejrer i slaget om Toulouse.
Wellesley blev i 1814 hertug af Wellington og engelsk ambassadør i Frankrig, og han vandt som øverstkommanderende slaget ved Waterloo i 1815.
Wellesley blev i 1819 generaltøjmester i Tory-regeringen og blev i 1827 øverstkommanderende for den engelske hær.
Wellesley var britisk premierminister fra 1828 til 1830 og britisk udenrigsminister fra 1834 til 1835. I 1841 var han britisk minister uden portefølje, og desuden var han formand for Overhuset til 1846.
Wellesley døde i 1852 på Walmer Castle og blev begravet i Saint Paul's Cathedral ved siden af Lord Nelson.

## Copenhagen
Copenhagen (engelsk for København) var hertugen af Wellingtons yndlingshest, som han red under slaget ved Waterloo. General Grosvenor red Copenhagens mor, Lady Catherine, under Københavns belejring. Hesten døde i 1836 og er begravet ved hertugens imponerende herregård, Stratfield Saye.